# Squaliolus aliae
Squaliolus aliae (лат.) — малоизученный вид акул рода карликовых колючих акулок из семейства далатиевых (Dalatiidae). Обитает на глубине от 150 до 2000 м в западной части Тихого океана. Совершает суточные вертикальные миграции. Один из самых маленьких видов акул. Максимальный зарегистрированный размер не превышает 22 см. У этих акул вытянутое веретенообразное тело с довольно маленькими глазами. У основания первого спинного плавника иногда имеется шип. На брюхе имеются биолюминесцентные фотофоры, маскирующие силуэт рыбы. Squaliolus aliae питаются маленькими кальмарами, крилем, креветками и костистыми рыбами. Размножаются яйцеживорождением.  Интереса для коммерческого рыболовства не представляют.

## Таксономия
Впервые вид был научно описан тайваньским ихтиологом Хуо-Ту Тенгом в 1958 году. Он дал виду название alii в честь женщины. Позднее в научной литературе оно трансформировалось в aliae. Некоторые авторы оспаривали обоснованность существования этого вида, и в 1977 году он был синонимирован с карликовой колючей акулкой. В 1987 году на основании проведённого морфологического сравнения обоснованность выделения Squaliolus aliae в отдельный вид была повторно подтверждена.

## Ареал
Squaliolus aliae встречаются широко, но неравномерно в западной части Тихого океана у берегов Японии, Филиппин и у северного и восточного побережья Австралии. Они обитают в верхнем и среднем слоях водной толщи в прибрежной зоне  на глубине от 150 до 2000 м. Жти акулы совершают суточные вертикальные миграции: днём они держатся на глубине, а ночью поднимаются на мелководье.

## Описание
Будучи одной из самых маленьких существующих ныне акул Squaliolus aliae достигает в длину всего 22 см. У этих акул вытянутое веретенообразное тело с длинным, слегка заострённым, выпуклым  рылом. Глаза довольно мелкие, их диаметр составляет 43—46% от длины рыла в отличие от карликовых колючих акулок у которых этот параметр равен 61—82%. Ещё одно отличие заключается в том, что верхний край глазницы у Squaliolus aliae не прямой, а изогнут в виде буквы V. Позади глаз имеются брызгальца. Жаберные щели очень маленькие, равномерно широкие. Ноздри лишены заметных обрамляющих складок кожи. Рот представляет собой почти поперечную линию. Губы тонкие, на верхней губе в отличие от колючих карликовых акулок имеется пара сосочков. На нижней челюсти расположено 18—23, а на верхней 20—27 зубных рядов. Нижние и верхние зубы сильно отличаются по размеру и форме. Верхние зубы узкие, поставлены вертикально. Нижние зубы крупные и широкие, имеют форму лезвия, сцеплены между собой, образуя непрерывную режущую поверхность.
У основания первого спинного плавника имеется шип, у самцов он виден, а у самок, как правило, закрыт кожей. У основания второго спинного плавника шип отсутствует. Первый спинной плавник крошечного размера, он расположен над передней половиной основания брюшных плавников. Второй спинной плавник намного крупнее первого, его основание расположено над серединой основания брюшных плавников. Грудные плавники короткие и закруглённые. Хвостовой плавник почти симметричный, широкий, треугольной формы. У самцов брюхо короче, а хвостовой стебель длиннее, чем у самок Прекаудальная выемка и кили по центру брюха отсутствуют. На тонком хвостовом стебле имеются низкие латеральные кили. Тело покрывают плоские плакоидные чешуйки, каудальные выступы отсутствуют. Окрас чёрного или коричнево-чёрного цвета, края плавников имеют светлую окантовку. Брюхо покрыто светящимися фтофорами.

## Биология
Squaliolus aliae питаются кальмарами, крилем, креветками и маленькими костистыми рыбами, такими как светящийся анчоус. Фотофоры, расположенные на брюхе, маскируют силуэт, делая их невидимыми для хищников. Размножение происходит путём яйцеживорождения. Длина новорожденных около 10 см. Самцы достигают половой зрелости длине 15 см.

## Взаимодействие с человеком
Из-за маленького размера Squaliolus aliae редко попадаются в сети и не представляют интереса для коммерческого рыболовства. Учитывая обширный ареал, Международный союз охраны природы присвоил этому виду статус сохранности «Вызывающий наименьшие опасения».